# Мајда Сепе
Мајда Сепе (Љубљана, 2. јули 1937 — Љубљана, 11. април 2006) била је популарна словеначка и југословенска певачица забавне музике и једна од најпознатијих певачица златног доба Словенске попевке. Њена певачка каријера трајала је пуних 55 година.

## Биографија
Мајда Сепе рођена је као Мајда Бернард 1937. године у Љубљани. Родитељи су јој се упознали у Љубљани, где је мајка дошла из Приморске, бежећи од италијанског фашизма, а отац из Шкофје Локе. Живели су у Љубљани, где је отац био возач хитне помоћи, а мајка службеница. Осим Мајде имали су и старијег сина Марјана.
Као тинејџерка, Мајда је желела да постане певачица и глумица. Похађала је часове балета и модерног плеса код Мете Видмар, прве словеначке плесачице модерног балета и оснивачице прве школе модерног плеса у Словенији. Упоредо са гимназијом завршила је и средњу музичку школу, а истовремено је похађала и часове певања. Још као средњошколка пријавила се 1953. на конкурс за манекенке и била одабрана. То је био почетак њене манекенске каријере, која је трајала до краја педесетих година 20. века.
На једној од модних ревија Мајда је упознала свог будућег супруга, диригента и композитора Мојмира Сепеа, који је на том догађају свирао у пратећем ансамблу. Венчали су се у новембру 1956. и следеће године добили ћерку Полону.
Крајем 50-их Мајда се окреће певању. Њена певачка каријера трајала је пуних 55 година. Последњу плочу снимила је годину и по дана пред смрт. Умрла је у Љубљани, 2006. године.

## Манекенска каријера
Манекенством је Мајда Сепе почела да се бави још као средњошколка, 1953. године. Врхунац каријере био је 1959. године, када је учествовала на модним ревијама у тадашњем Совјетском Савезу, које су организоване у Москви, Лењинграду и Риги 1959. Упркос томе што је била веома успешна јер ју је камера волела, убрзо је престала да се бави манекенством и окренула се певању.

## Певачка каријера
Преокрет у Мајдином животу догодио се када је прошла на аудицији за певаче Љубљанског џез ансамбла. Ансамбл се у то време припремао за једномесечну турнеју у Паризу, а недостајала им је певачица. По повратку из Париза њена певачка каријера је кренула узлазном путањом.

### 60-те
Крајем 50-их у Радију Љубљана су започели снимање првих песама. Мајдин први оригинални снимак била је песма Мојмира Сепеа Прошња и спомин. Године 1960. наступила је на првом Џез Фестивалу на Бледу. На овом Фестивалу, који се одржавао до 1964. оставила је снажан утисак. Њена каријера муњевито напредује и она наступа широм света. Већ у октобру 1961. године са Марјаном Держај и Терезом Кесовијом наступа на Синају. У пратњи оркестра Радио Београда осам дана су певале шведским, индијским, канадским, бразилским и југословенским војницима у војним камповима УНЕФ-а (United Nations Emergency Force). На крају су се појавили у телевизијској емисији у Каиру, где су третирани као праве звезде.
У мају 1962. године на Бледу је по први пут је одржан, у бившој СФРЈ чувени, фестивал изворних словеначких песама, Словенска попевка. Циљ фестивала био је промоција домаћих мелодија квалитетним текстовима и добром интерпретацијом. На овом фестивалу наступала је редовно до 1978. Следеће, 1963. године представила се тадашњој југословенској публици на Загребачком музичком фестивалу. Касније је наступала на многим музичким фестивалима широм Југославије: у Београду, Опатији, Приштини, Сплиту, Скопљу, Новом Саду, Крапини, Цавтату. Такође је учествовала и на југословенским такмичењима за представника на Евровизији.
Њена прва фестивалска победа била је на фестивалу Doro у Италији 1964. године. Исте године на фестивалу у Опатији наступила је у дуету са Арсеном Дедићем. Многи сматрају да је ово Мајдин први прави наступ у Југославији. После тога отворила су јој се врата свих великих фестивала. Изузетна песма у њеној каријери је ‘’Човјек који није’’ (‘’Človek, ki ga ni’’), с којим је наступила на Опатијском фестивалу 1969. и освојила прву награду стручног жирија. Ова песма утрла је пут шансонама, на које се полако пребацивала.

### 70-те
Године 1970. Мајда Сепе требало је да отпева евровизијску песму ‘’Дођи, даћу ти цвет’’ (‘’Pridi, dala ti bom cvet’’), али је била на турнеји, па је ову песму отпевала млада и тада непозната певачица Ева Сршен. Седамдесетих година 20. века Мајда је певала на бројним фестивалима и освојила многе награде. Такође је учествовала и на међународним фестивалима, па је тако на Међународном фестивалу у Дрездену 1976. године, са песмом ‘’Краљица ноћи’’ (‘’Kraljica noči’’). Певала је на немачком и добила прву награду публике.
Посебна година у њеној каријери била је 1975. Те године, у Југославију је стигла делегација Кубе, са министром Раулом Кастром на челу. У дворцу Подвин Мајда је наступила на свечаном пријему са ансамблом Шок. После програма Кастро их је похвалио и позвао да гостују на Куби. Месец дана касније уследио је и званичан позив, на који се Мајда одазвала заједно са Мојмиром. Певала је на Куби са великим оркестром радио Хаване. Иако је певала пре свега словеначке песме, освојила је публику интерпретацијом и добром музиком. Пред Титом је Мајда певала неколико пута. Први пут крајем педесетих на Бледу, када је у Југославију дошао Сукарно, затим у Скупштини Југославије у Београду, на Брионима, на Брду код Љубљане.

### 80-те
Током осамдесетих Мајда и даље наступа на бројним домаћим и страним фестивалима. Последњи међународни фестивал на којем је наступила био је Фестивал медитеранских песама 1983. године у Александрији, на коме је победила са песмом Топло хладно море (Toplo hladno morje).

### 90-те и крај каријере
Већ почетком деведесетих Мајда ретко наступа. Последњи њен наступ био је 1992. године на фестивалу евергрин музике Златни рог, када је отпевала два своја велика хита и добила награду Златни рог за најбољег извођача.
Последњу награду, Златног пијетла, Мајда је освојила 1997. године за албум Међу искреним људима (Med iskrenimi ljudmi).
Последњи допринос Мајде Сепе био је двоструки албум Са тобом (S teboj), који је снимила заједно са супругом Мојмиром, а који је изашао у децембру 2004, нешто више од годину дана пре њене смрти.

## Филмска каријера
Паралелно са појављивањем на певачким позорницама, Мајда се такође појавила и на филму. Први пут 1969.  године у словеначком филму Седмина, у режији Матјажа Клопчича, а затим, 1973. у филму Бегунац, режисера Јане Кавчича.

## Дискографија

### Синглови
- Мајда и Марјана - У дуету ‎(Југотон, 1962)
- Мајда и Нино - Беле лађе ‎(Југотон, 1962)
- Peter Brown ‎(Југотон, 1963)
- Medison ‎(ПГП РТБ, 1963)
- Танцевальная Музыка ‎(Балкантон, 1966)
- Триглавска бајка  ‎(Triglavska Pravljica; ПГП РТБ, 1966)
- Марионета (Југотон, 1967)
- Не прати ме ‎(Ne hodi za menoj; Југотон, 1968)
- То Су Дјеца / Човек ког нема (Človek Ki Ga Ni) - дует са Ибрицом Јусићем ‎(ПГП РТБ, 1969)
- Сирота ‎(Хелидон, 1970)
- Ринге раја ‎(Хелидон, 1971)
- Срце у Цигану / Реграт ‎(Хелидон, 1971)
- Butterfly ‎(Хелидон, 1972)
- Покрај Пута Кућа Жута ‎(Југотон, 1972)
- Вагабунд / Мама ‎(Хелидон, 1973)
- Збогом, збогом драги мој / У сенци мојих мисли ‎(Хелидон, 1973)
- Успаванка за мртве вагабунде / Добар дан - дует са Едвином Флисером (РТВ Љубљана, 1974)
- Краљица Ноћи ‎(Хелидон, 1976)
- Писмо за Мери Браун / Барбара - дует са Брацом Кореном - (РТВ Љубљана, 1976)
- Човек кога више нема / Рибар, рибар ме је знао ‎(Čovik ča ga više ni / Ribič, ribič me je vjel; Хелидон, 1979)

### Албуми
- Мајда Сепе - са вокалним Ансамблом До и ансамблом Мојмира Сепета ‎(ПГП РТБ, 1961)
- Мајда Сепе (РТВ Љубљана, 1971)
- Са тобом - двоструки ЦД са Мојмиром Сепетом (S teboj; 2004)

### Компилације
- Све моје речи ‎(Vse moje besede ; Хелидон, 1978)
- Међу искреним људима ‎(Med iskrenimi ljudmi; Хелидон, 1996)[3]

## Фестивали
Словенска попевка, Блед:
- Појди спет на Блед, '62, трећа награда публике
- Древо, '63, трећа награда публике
- С тебој, '64
- Месечник Антон, '65
- Полночна прављица, '66, трећа награда жирија
- Седи на облак, '67
- Ладја из папирја, '69
- Песен о помлади ин пријатељству, 70, трећа награда публике и награда за аранжман
- Лонец брез меду, 71, трећа награда публике и седмична награда Павлиха за текст који „каже најмање речи у већини речи“
- Мед искреними људми, '72, Grand prix међународног жирија (Стоп магазин)и прва награда стручног жирија
- Љубљанске улице, '73
- Успаванка за мртве вагабунде, '74, прва награда публике, прва награда  међународног жирија, златни прстен часописа Стоп и награда за текст
- Изповед, '75
- Писмо за Mary Brown', '76, прва награда публике
- Кадар те заврне барска пунца, '77
- Кај је та љубезен, '78
- Шансон о старању, '79
- Не убежиш ми, '80

Ваш шлагер сезоне, Сарајево:
- Кућа на брду, '68
- Прекасно, '73

Опатија:
- Прича о љубави бр.9, '65
- Гледам те (алтернација са Сенком Велетанлић) / Одтргала бом зелен лист (алтернација са Бертом Амброж), '66
- Ноктурно, '67
- Бил је солдат, '68
- Чловек ки га ни, '69, прва награда стручног жирија
- Рано пополдне (алтернација са Елдом Вилер), '70
- Некоћ,некје, '73
- Најин син, '74
- Гледам те, '76, друга награда стручног жирија
- Кје је киста трава (Вече шансона и слободних форми), '78
- Срећа (Вече шансона и слободних форми), '79
- Стихи мојига спомина (Вече шансона и слободних форми), '80

Београдско пролеће:
- Наше пролеће (дует са Марјаном Держај), '62
- Беле сенке, '63

Сплит:
- О, обало моја, '73
- Морнару мој, '77
- Човик ча га више нема, '79
- Топло, хладно морје, '84

Загреб:
- Нијеми осмијех (алтернација са Драгом Диклићем), '63
- Ринге, раја / Празник љубави, '71
- Сјети се једина, '73
- Љубезен (Вече шансона), '76
- У сасвим старинском шеширу, '77
- Некје на среди, '84

International Song Festival Sopot, Пољска:
- Historie d’amour No. 9, осмо место, '66

Песма лета:
- Данес, '67
- Типи топи, типи топ, '69
- Покрај пута кућа жута, '72

Југословенски избор за Евросонг:
- Суламит, треће место, Загреб '62
- Најлепши часи, друго место, Београд '63
- Град из песка, друго место, Загреб '69
- Реграт, Домжале '71

Фестивал војничких песама:
- Долголаси партизани, 70
- Стара навада, '71

Крапина:
- Как сте чудни, '72
- Кушни им зорју, '84

Карневал фест, Цавтат:
- Краљица ночи, '75
- Нема више карневала, '82
- Харлекино, '84

Акорди Ђердапа:
- Бродови нека пролазе, '70

Скопље:
- Јас имав се, '74

Internationales schlagerfestival, Dresden:
- Königin der nacht, '75

Мелодије мора и сунца, Пиран / Порторож:
- Рибич, рибич ме је ујел, '78, трећа награда публике
- Врни се домов, 79
- Приди, приди, бели мој спомин, 80
- Грегорино, '81
- Пој, китара мојега срца, '82
- Валови ин морје, '84, награда за најбољи аранжман

Мелодије Истре и Кварнера:
- Прозор према југу, '86